# شبگرد بال‌نواری کوچک
شبگرد چودی یا شبگرد بال‌نواری کوچک (نام علمی: Systellura decussata) گونه‌ای از شبگردهای تیرهٔ شبگردان (Caprimulgidae) است که در شیلی و پرو یافت می‌شود.